# (65279) 2002 GJ108
(65279) 2002 GJ108 es un asteroide perteneciente al cinturón de asteroides, región del sistema solar que se encuentra entre las órbitas de Marte y Júpiter.
Fue descubierto el 11 de abril de 2002 por el equipo del LINEAR desde el Laboratorio Lincoln, Socorro, Nuevo México.

## Designación y nombre
Designado provisionalmente como 2002 GJ108.

## Características orbitales
2002 GJ108 está situado a una distancia media del Sol de 2,976 ua, pudiendo alejarse hasta 3,230 ua y acercarse hasta 2,721 ua. Su excentricidad es 0,086 y la inclinación orbital 9,399 grados. Emplea 1874,73 días en completar una órbita alrededor del Sol.
Pertenece a la familia de asteroides de (179) Klytaemnestra.

## Características físicas
La magnitud absoluta de 2002 GJ108 es 14,84. Tiene 3,776 km de diámetro y su albedo se estima en 0,179.